# Staurochilus dawsonianus
Staurochilus dawsonianus är en orkidéart som först beskrevs av Heinrich Gustav Reichenbach, och fick sitt nu gällande namn av Rudolf Schlechter. Staurochilus dawsonianus ingår i släktet Staurochilus och familjen orkidéer. Inga underarter finns listade i Catalogue of Life.